# Lee Howard
Pour les articles homonymes, voir Howard.
Ne doit pas être confondu avec Leigh Howard.
Lee Howard, né en 1914 à Londres, en Angleterre, et mort en 1979, est un journaliste et écrivain britannique, spécialisé dans le roman de guerre et le roman policier sous les pseudonymes de Leigh Howard et d’Alexander Krislov.

## Biographie
Il naît et grandit à Londres. Pendant la Seconde Guerre mondiale, il sert dans la Royal Air Force, d’abord dans la Coastal Command, puis dans la Royal Air Force Film Production Unit (en). Il reçoit la Distinguished Flying Cross pendant son service.
Démobilisé, il travaille comme journaliste. En 1955, il devient rédacteur en chef pour le quotidien britannique The Daily Mirror, avant d'occuper le même poste, de 1959 à 1961, au Sunday Pictorial. Il revient ensuite au The Daily Mirror, où il reste pendant dix années.
Dans le même temps, Howard écrit quatre romans : Crispin's Day, Johnny's Sister, Blind Date et No Man Sings, sous les pseudonymes de Leigh Howard et Alexander Krislov. En 1959, Joseph Losey réalise le film L'Enquête de l'inspecteur Morgan (Blind Date), d’après le roman Blind Date, avec Hardy Krüger, Stanley Baker et Micheline Presle dans les rôles principaux. En 1970, Maurice-Bernard Endrèbe traduit ce roman sous le titre Le Supplice de la question pour la collection P. J. qu’il dirige aux éditions Julliard.

## Œuvre

### Romans signés du pseudonyme Leigh Howard
- Crispin's Day (1952)
- Johnny's Sister (1954)
- Blind Date (1955) Publié en français sous le titre Le Supplice de la question, traduction de Maurice-Bernard Endrèbe, Paris, Julliard, coll. « P. J. », 1970

### Roman signé Alexander Krislov
- No Man Sings (1956)

## Filmographie

### Comme auteur adapté
- 1959 : L'Enquête de l'inspecteur Morgan (Blind Date), film britannique réalisé par Joseph Losey, d’après le roman éponyme, avec Hardy Krüger, Stanley Baker et Micheline Presle